# Ruta 21 (Bolivia)
La Ruta Nacional 21 es una carretera boliviana perteneciente a la Red Vial Fundamental. La Ruta 21 ha sido declarada parte de la Red Vial Nacional de Bolivia " Fundamental Red Vial " por Ley 2187 del 10 de abril de 2001.

## Historia
La vía tiene una longitud de 197 kilómetros y atraviesa la parte sureste del departamento de Potosí de noroeste a sureste. El camino comienza en la ciudad de Uyuni en el Salar de Uyuni en el cruce con la Ruta 5, hacia el norte la Ruta 21 continúa como Ruta 30 y va a Challapata en la orilla este del lago Poopó, donde se encuentra con la Ruta 1. Desde Uyuni, la Ruta 21 cruza la escasamente poblada región del Altiplano entre la Cordillera de Lípez en el sur y la Cordillera de Chichas, cuyas cumbres alcanzan altitudes de hasta 5800 m s. n. m.. Corre paralelo a la vía férrea que va desde Uyuni vía Tupiza hasta Villazón en la frontera con Argentina. La Ruta 21 termina en Tupiza en la Ruta 14, que llega a Villazón viniendo de Potosí.
La Ruta 21 está pavimentada en casi todo su recorrido.

## Ciudades

### Departamento de Potosí
- km 000: Uyuni
- km 096: Atocha
- km 197: Tupiza